# Ein Kleid von Dior
Ein Kleid von Dior ist ein deutscher Fernsehfilm von Peter Weck aus dem Jahr 1982. Er beruht auf dem Roman Ein Kleid von Dior (Flowers for Mrs. Harris) von Paul Gallico aus dem Jahr 1958. Im Jahr 2022 wurde mit Mrs. Harris und ein Kleid von Dior eine Neuverfilmung veröffentlicht.

## Handlung
Doris Harris lebt in London und verdient ihren Lebensunterhalt als Putzfrau in drei Haushalten: Beim Musiker Peter, der wohlhabenden Familie Matthews und der erfolglosen Schauspielerin Pamela. Peter ist nebenbei in halbkriminelle Geschäfte verwickelt. Die Familie Matthews glaubt, sie sei fortschrittlich, weil sie Punk-Partys gibt und die Gleichberechtigung fordert, behandelt Doris jedoch wie einen Menschen dritter Klasse. Pamela wiederum lässt sich von den Männern ausnutzen und aushalten, hat nie Geld, um Doris zu bezahlen und lebt dennoch ständig über ihre Verhältnisse. Doris ist mit ihrem Leben zufrieden, hat genug Geld, um ihre Katze zu füttern, sich Blumen zu kaufen und mit ihrer Freundin Edith Butterfield hin und wieder auszugehen.
Eines Tages sieht sie in Eileen Matthews’ Schlafzimmer ein wunderschönes Kleid, das sie sich verzückt anhält. Eileen erklärt ihr, dass es ein Kleid von Dior sei, Haute Couture, und rund 1600 Pfund gekostet habe. Doris will ebenfalls ein Kleid von Dior besitzen. Sie beginnt, Geld zu sparen, nimmt zusätzliche Jobs an und versagt sich jede kleine Freude im Leben. Mit Edith und ihrem Bekannten Washington geht sie zum Hunderennen, setzt jedoch nicht auf den Sieger, sondern auf einen Hund mit dem Namen „Haute Couture“, und verliert 50 Pfund. Sie nimmt sich nun vor, ihr Geld nur noch ehrlich zu verdienen. Bei einer Party der Familie Matthews lässt sie sich dennoch zum Poker-Spiel hinreißen und gewinnt aus Zufall über 500 Pfund. Die übergibt sie am Ende Peter, der ihr verspricht, die Summe über seine Kontakte zu verdoppeln.
Doris bucht ihren Flug nach Paris und obwohl Peter von der Polizei wegen krimineller Machenschaften festgenommen wird, hat er ihr Geld wie versprochen vermehrt und ihr im Haus versteckt zurückgelassen. Doris fliegt mit ihrem Bargeld nach Paris und geht zum Stammhaus von Dior. Arglos will sie dort die Kleider sehen und fleht die Leiterin des Hauses Constance Colbert so lange an, bis sie ihr ihren Platz in einer für den Nachmittag geplanten Modenschau im Haus überlässt. Hier macht Doris Bekanntschaft mit ihrem Sitznachbarn Earnest Earl of Wereford und sieht schließlich auch das Kleid ihrer Träume. Sie will es sofort kaufen, doch ist es ein Modellkleid, das erst für sie gefertigt werden muss. Doris ist am Boden zerstört, da sie bereits am nächsten Tag mit ihrem Billigflug zurück nach London muss.
Es finden sich zahlreiche Unterstützer: Earnest Earl of Wereford übernimmt die Aufgabe, ihren Flug umzubuchen. Constance gibt in Auftrag, das Kleid für Doris bereits in drei Tagen zu fertigen. Der Buchhalter des Hauses Edmonde wiederum lässt sie für diese Zeit in seinem Haus wohnen. Er ist in Model Natascha verliebt, die das Kleid bei der Modenschau vorgeführt hat. Natascha jedoch wird auch vom deutlich älteren Earnest umgarnt. In den nächsten Tagen unternehmen Earnest, Edmonde, Natascha und Doris Ausflüge durch Paris. Doris verkuppelt dabei Natascha und Edmonde und macht Earnest klar, dass er eigentlich zu alt für Natascha ist. Earnest gibt nach. Drei Tage später ist das Kleid von Dior fertig und Doris probiert es glücklich an. Sie eilt nun zurück zum Flughafen. Während des Fluges berichtet sie einer Stewardess glücklich, ein Kleid von Dior gekauft zu haben. Die Frau gibt zu bedenken, dass Doris für das Kleid Zoll zahlen müsse. Doris jedoch hat nur noch zwei Pfund bei sich. Der Gedanke, das Kleid eventuell am Zoll zurücklassen zu müssen, macht sie betrübt. Sie entscheidet sich jedoch für Ehrlichkeit. Sie meldet das Kleid beim Zoll an, doch glaubt der Beamte, sie wolle ihn veralbern und lässt sie unbehelligt gehen.
Zu Hause warten Edith und Washington auf Doris und bestaunen das Kleid. Am nächsten Tag geht Doris wie gewohnt putzen. Pamela ist panisch, da sie einen wichtigen Termin mit einem Werbemann hat, der sie bereits in allen ihren Kleidern kennt. Doris bietet ihr ihr Kleid von Dior für den Abend an. Am nächsten Tag findet sie ihr Kleid mit großen Brandflecken in Pamelas Wohnung wieder. Die ist auf Reisen und hat ihr einen Zettel hinterlassen: Der Mann habe ihr das Kleid vom Leib gerissen und in eine Ecke geworfen – auf den Heizlüfter. Vielleicht sei es ja zu reparieren. Desillusioniert gibt Doris ihre Stelle bei Pamela auf und kehrt mit ihrem löchrigen Kleid nach Hause zurück. Sie packt es in die Dior-Schachtel und verstaut es unter ihrem Bett. Erst jetzt sieht sie, dass sie Post bekommen hat: Natascha lädt sie zu ihrer Hochzeit mit Edmonde ein und hat ein Foto beigelegt, das Doris mit Earnest auf dem Pariser Blumenmarkt zeigt. Stolz blickt Doris das Foto an und teilt ihrer Katze mit, dass das ihre Freunde seien.

## Produktion
Regisseur Peter Weck kannte Hauptdarstellerin Inge Meysel bereits von verschiedenen Filmen, die unter der Regie ihres Ehemanns John Olden entstanden waren. Ein Kleid von Dior wurde vor Ort in London und Paris gedreht. Die Dreharbeiten verliefen weitgehend problemlos, doch gab es zwischen Weck und Meysel kleinere Reibereien wegen „ihre[r] Eigenart, immer mitreden oder inszenatorische Vorschläge machen zu wollen“, so Peter Weck in seinen Erinnerungen.
Die Kostüme schuf Eva Sheppard, die Kleider von Christian Dior stammen von Marc Bohan, dem damaligen Chefdesigner des Hauses Dior. Der Film erlebte am 29. Dezember 1982 in der ARD seine Erstausstrahlung.

## Kritik
TV Spielfilm schrieb: „Peter Weck hat die Geschichte so betulich umgesetzt, dass sie nur Inge-Meysel-Fans gefallen wird. Fazit: Schon früher kaum ein Stoff für Träume.“